# Solanum acanthodes

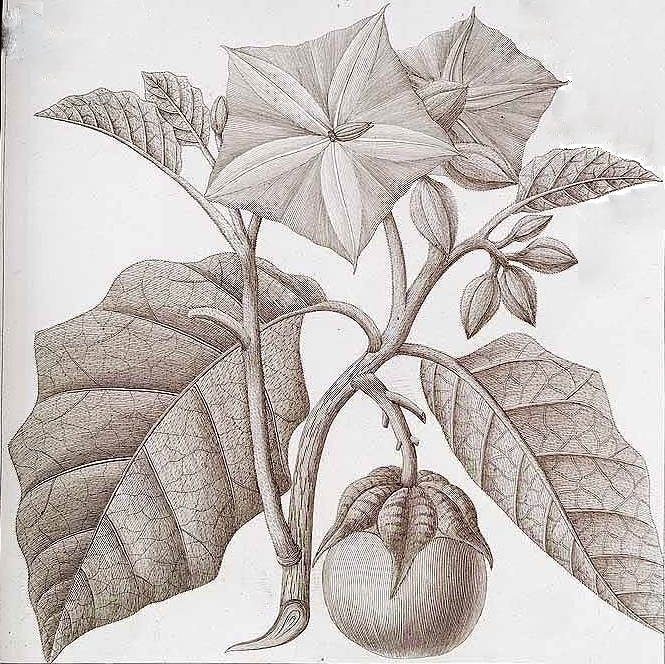
solanum acanthodes

Solanum acanthodes är en potatisväxt som beskrevs av Joseph Dalton Hooker. Solanum acanthodes ingår i släktet skattor som ingår i familjen potatisväxter. Inga underarter finns listade i Catalogue of Life.